# Ірис чорний
Ірис чорний — квіткова рослина з родини Iridaceae. Це національна квітка Йорданії. Квітки чорно-фіолетові, 12—15 сантиметрів (4,7—5,9 дюйм) у діаметрі, а рослин 35 см (14 дюйм) високий із відігнутими листками. Потребує прямого сонця і різкий дренаж. Він є ендеміком Йорданії та є зникаючим видом.
У Йорданії є ще 8 ірисів, і більшість із них також перебувають під загрозою зникнення. Види, що мають чорні квіти, іноді плутають з Iris nigricans.
- Iris vartanii — Vartanii Iris — світло-блакитні квіти — вимерли в Йорданії
- Iris atrofusca — Jil'ad Iris — чорні квіти — під загрозою зникнення
- Iris atropurpurea — фіолетовий ірис — чорні квіти — культивується, але вразливий у дикій природі
- Iris petrana — ірис Петри — чорні квіти
- Півники німецькі — німецький ірис — квітки фіолетові
- Iris postii — Post Iris — квітки фіолетові
- Iris edomensis — Edom iris — білі квіти з чорними плямами — під загрозою зникнення
- Iris aucheri — пустельний ірис — різні кольори